# Bernard Rosenblum
Pour les articles homonymes, voir Rosenblum.
Bernard Rosenblum (né à Paris 12e le 15 juillet 1927 et décédé à Albi le 5 février 2007,) est un maître artisan d'art gainier, doreur et restaurateur des Musées nationaux, successeur de l'atelier de gainerie Bettenfeld. Il a été décoré de la Médaille de la déportation et de l'internement politique, ainsi que commandeur de l’Ordre de l’Éducation civique.

## Biographie
Il entre en 1940 à l’École des beaux-arts d’Angers. Puis, en 1941, les lois d’exception du gouvernement de Vichy lui interdisent toutes études. À la fin de la Seconde Guerre mondiale, à la Libération, il découvre le cuir successivement dans les ateliers Vial, Veil et Reperman dans lesquels il est employé en tant que contremaître, mais il trouve que la sellerie-maroquinerie n’est que technique et affaire de commerce. Il abandonne alors pour un moment la voie du cuir.
Ayant une attirance forte pour les arts, en particulier pour la peinture et la sculpture, il devient élève d'Alberto Giacometti et d'Emmanuel Mané-Katz, pendant la grande période du quartier du Montparnasse.
Un ami de sa famille, qui était gainier, lui confie en 1960 des travaux de restauration d’objets anciens en cuir, lui permettant d’assurer sa subsistance pendant cette période à Montparnasse. Il redécouvre le cuir et s’éprend de l’histoire de ce matériau. Il entreprend alors des recherches sur le cuir et les objets en cuir dans les musées et les bibliothèques. 
Il s’installe en 1963, en tant que gainier-doreur, rue de Reuilly à Paris, dans le quartier de la rue du Faubourg-Saint-Antoine. Il se crée très rapidement une excellente réputation. Au point qu’en 1965 Suzanne Bettenfeld lui propose de reprendre la succession du prestigieux Atelier Bettenfeld, qui devient Atelier Bettenfeld-Rosenblum. Dès lors, Bernard Rosenblum n’aura de cesse de développer et de maintenir cet héritage. Il collectionne l’outillage essentiel que sont les fers à dorer, roulettes et plaques à dorer, notamment en participant avec Roger Devauchelle au rachat de l’atelier Gruel-Engelmann.
Son prestige et sa célébrité s’amplifiant, il devient l’artisan restaurateur le plus prisé des musées nationaux, des décorateurs, des antiquaires, des grands de ce monde dans le monde entier ; le général de Gaulle, Jean Dutourd, Claude Lévi-Strauss, le roi du Maroc Hassan II, l’ex-cour d’Iran, le Royaume-Uni, les États-Unis, le Japon…
Il travaille pour le musée de l'Armée, Rueil-Malmaison, Saumur, Versailles, le Conservatoire de Paris, et d’autres. 
Il contribue à créer l’une des plus grandes collections d’après-guerre d’outils à dorer le cuir. Selon l’ouvrage de Tom Conroy, Bookbindings Tool, son successeur est David Rosenblum, son fils. L'Atelier Bettenfeld-Rosenblum se trouve aujourd’hui au 2, rue Titon à Paris, retournant ainsi à ses origines dans le faubourg Saint-Antoine et, depuis 2017, au 15 bis rue Sainte-Marguerite à Pantin.